# Emilio Rabasa Estebanell
Emilio Rabasa Estebanell (Ocozocoautla, Chiapas; 22 de mayo de 1856-Ciudad de México, 25 de abril de 1930) fue un abogado, escritor y político mexicano. Estudió Derecho en el Instituto de Ciencias y Artes de Oaxaca, titulándose en 1878. Junto con Fausto Moguel y Emilio Pimentel, condiscípulos suyos en el Instituto de Ciencias y Artes de Oaxaca, formó parte de una generación que reunió a tres esperanzas regionales en la carrera de derecho.

## Trayectoria política
Al comienzo de su carrera, desempeñó las funciones de secretario particular del gobernador Luis Mier y Terán, y posteriormente diputado por el Congreso Local. En 1891 asumió la gubernatura del estado de Chiapas, puesto que desempeñó por espacio de cuatro años; retornó de allá electo senador. A la renuncia de este último a principios de 1894, en medio de una muy seria crisis política en el estado, don Fausto Moguel asumió como interino la gubernatura de Chiapas. De regreso a la Ciudad de México, trabajó como defensor de oficio, agente del Ministerio Público, juez correccional, juez de lo Penal, procurador de Justicia del Distrito Federal y senador. Representó al gobierno de Victoriano Huerta en la Conferencia de paz de Niagara Falls.

## Trayectoria docente
Emilio Rabasa fue un político convencido de la importancia de la educación, y como gobernador de Chiapas fundó en 1893 la Escuela Industrial, precursora del Instituto de Ciencias y Artes de Chiapas, y crearía escuelas para indígenas. Como docente, Rabasa impartió cátedra de Derecho Constitucional en la Escuela Nacional de Jurisprudencia, a la que renunció en 1912. Fue también maestro fundador de la Escuela Libre de Derecho, en la que enseñó Derecho Constitucional desde 1912 hasta 1930. Fue designado rector de la Escuela Libre de Derecho en el año de 1929, cargo que dejó vacante tras su muerte en la Ciudad de México el 25 de abril de 1930.
Fue catedrático de las Escuelas Nacional y Libre de Jurisprudencia en la docencia perseveró hasta el fin de sus días y fue reconocida autoridad en Derecho Constitucional, se le confiaron otros cargos de importancia, como el de representante del gobierno de Victoriano Huerta en las Conferencia de paz de Niagara Falls. A partir de entonces radicó seis años en Nueva York. Fue Correspondiente de las Reales Academias Española y de Jurisprudencia y miembro de diversas agrupaciones científicas y literarias. Colaboró con brillantez en el periodismo nacional y en revistas especializadas en materia jurídica. Fue nombrado miembro de la Academia Mexicana de la Lengua para ocupar la silla I, pero no la ocupó.
El político y diplomático mexicano Emilio Óscar Rabasa fue uno de sus nietos.

## Obras principales
Colaboró para el periódico oficial de Chiapas llamado La Iberia, para El Porvenir de San Cristóbal de las Casas en 1881 y para El liberal de Oaxaca en 1883. Dedicó un poema en 54 sextetas llamado A Mercedes en 1884. Dentro de sus principales obras, firmadas bajo el seudónimo Sáncho Polo, encontramos narrativa como los relatos de La Bola, La Gran Ciencia, El Cuarto Poder y La Guerra de los Tres Años, por las que se le ha reconocido como iniciador del realismo en México. Sin embargo, su principal aportación literaria lo fue para el Derecho y la Ciencia Política, con sus famosos escritos El Artículo 14 y el Juicio Constitucional, La Constitución y la Dictadura y La Evolución Histórica en México.
Es un vasto cuadro de costumbres en el cual muestra sus dotes de fino observador de la podredumbre moral de su tiempo en la esfera política; de la malicia y rústica sutileza para la intriga entre quienes la pueblan; de la engañosa quietud de la vida en provincia, y, finalmente, de los turbios enjuagues capitalinos dentro del ámbito electoral y periodístico. Justo Sierra apuntó esta síntesis laudatoria sobre el autor: "Escribe bien; es una cosa notable; se parece a Galdós", y aun José María de Pereda -aunque no se identifica la fuente- lo reputaba superior a Altamirano. Tiene Rabasa un atemperado sentido del humor, y los protagonistas de sus ficciones hablan en el lenguaje adecuado a su posición y circunstancia.